# Mochiru Hoshisato
Mochiru Hoshisato (jap. 星里 もちる Hoshisato Mochiru; * 1. Januar 1961 in Kitakyūshū, Fukuoka, Japan) ist ein japanischer Manga-Zeichner.
Seinen ersten Manga für einen Verlag zeichnete Hochisato 1986 mit Kiken ga Walking. Dieser erschien beim Tokuma-Shoten-Verlag. Dort veröffentlichte er bis Anfang der 1990er weitere Manga für die Manga-Magazine Petit Apple Pie und Shōnen Captain. Ende 1990 wechselte er zum Shogakukan-Verlag und zeichnete dort seine ersten Erfolge für verschiedene Seinen-Magazine. Sein bekanntester Manga ist Living Game.
Hochisato gilt in Japan als einer der wichtigsten Comiczeichner von Romantikkomödien für erwachsene Männer. Seine Werke beinhalten in der Regel keine Erotik; er überzeugt seine Fans mehr durch Charaktertiefgang. Hochisatos Zeichnungen sind meist einfach und weisen, besonders in romantischen Momenten, viel Rasterfolie auf.
Der Manga-Zeichner Naoe Kikuchi hat als Assistent bei ihm gearbeitet.

## Werke
- Kiken ga Walking (危険がウォーキング, kiken ga wōkingu), 1986–1989
- Ikibata Shufu Rumble (いきばた主夫ランブル, ikibata shufu ramburu), 1989
- Cocktail Ponytail (かくてる・ポニーテール, kakuteru ponītēru), 1990
- Wazuka Ichomae (わずかいっちょまえ), 1990
- Living Game (りびんぐゲーム, ribingu gēmu), 1990–1993
- Half na bun dake (ハーフな分だけ, hāfu na bun dake), 1991
- Kekkon Shiyō yo (結婚しようよ), 1993–1995
- Yume Kamoshinnai (夢かもしんない), 1996–1997
- Om[elette] Rice (オムライス, omuraisu), 1998–2000
- Honki no Shirushi (本気のしるし), 2000–2003
- Ki ni Naru Yomesan (気になるヨメさん), 2002
- Luna Heights (ルナハイツ, runa haitsu), 2003–2004
- Kaijū no Ie (怪獣の家), 2004–2005

| Personendaten    | Personendaten              |
| ---------------- | -------------------------- |
| NAME             | Hoshisato, Mochiru         |
| ALTERNATIVNAMEN  | 星里もちる (japanisch)     |
| KURZBESCHREIBUNG | japanischer Manga-Zeichner |
| GEBURTSDATUM     | 1. Januar 1961             |
| GEBURTSORT       | Kitakyūshū, Fukuoka, Japan |